# Trachyandra hantamensis
Trachyandra hantamensis är en grästrädsväxtart som beskrevs av Boatwr. och John Charles Manning. Trachyandra hantamensis ingår i släktet Trachyandra och familjen grästrädsväxter. Inga underarter finns listade i Catalogue of Life.